# ポリオキシエチレンソルビタン脂肪酸エステル
ポリオキシエチレンソルビタン脂肪酸エステル（ポリオキシエチレンソルビタンしほうさんエステル）は、非イオン界面活性剤の一種。ソルビタン脂肪酸エステルにポリオキシエチレン鎖を付加したものである。ポリソルベートともいう。
化粧品や医薬品の乳化・可溶化・分散剤、または農薬・殺虫剤の乳化剤などとして利用されている。

## 種類
『日本化粧品成分表示名称事典　第3版』には以下のものが記載されている。
- ポリソルベート20
- ポリソルベート21
- ポリソルベート40
- ポリソルベート60
- ポリソルベート61
- ポリソルベート65
- ポリソルベート80
- ポリソルベート81
- ポリソルベート85